# Anadolu Efes Spor Kulübü
Anadolu Efes Spor Kulübü (português:Anadolu Efes Esporte Clube), anteriormente Efes Pilsen, é um clube profissional turco de basquetebol sediado na cidade de Istambul. É o clube historicamente de maior sucesso na Liga Turca com 16 títulos.
O clube manda seus jogos na Abdi İpekçi Arena com capacidade para 12.500, competindo na Euroliga e Liga Turca.

## História
O clube foi fundado em 1976 como Efes Pilsen S.K. assumindo a vaga do Kadıköyspor, clube que estava com problemas financeiros na época. Seu patrocinador inicial era o homônimo Efes Pilsen, subsidiaria da Anadolu Group. Na temporada de 1978 venceu a 2ª divisão do Campeonato Turco de maneira invicta conseguindo promoção à elite do basquetebol turco, de onde não saiu mais e estabeleceu-se como um dos clubes mais importantes da Turquia.
Em 1993 foi vice-campeão da Copa Saporta e em 1996 conseguiu um inédito título para um clube turco em qualquer desporto em nível continental vencendo a Korac Cup. A partir de então a equipe passou a figurar como importante participante da Euroliga, disputando o Final Four em 2000 e 2001 ficando em 3º lugar em ambos os certames.
Em 2011 a Agência Reguladora de Propaganda de Tabaco e Álcool da Turquia proibiu que fosse vinculado o nome de empresas destes ramos em organizações esportivas forçando o clube a mudar o nome para Anadolu Efes SK.
O Anadolu Efes também tem importante papel na formação de jovens talento, sendo que de suas categorias de base saíram: Hedo Türkoğlu que joga pelos LA Clippers na NBA , Mirsad Türkcan, jogador com carreira na NBA e recordista de rebotes na Euroliga e Cenk Akyol, draftado na NBA em 2005 e que atualmente defende o rival Galatasaray Liv Hospital.

## Jogos contra equipes da NBA
| 10 de Outobro de 2006 | Boxscore | Denver Nuggets | 118–102 | Efes Pilsen |  | Pepsi Center, Denver, CO |  |

| 12 de Outubro de 2006 | Boxscore | Golden State Warriors | 120–66 | Efes Pilsen |  | Oracle Arena, Oakland, CA |  |

| 6 de Outubro de 2007 | Boxscore | Minnesota Timberwolves | 84–81 | Efes Pilsen |  | Abdi İpekçi Arena, Istanbul |  |